# Музеї Євпаторії
Для відвідувачів Євпаторії відкриті двері 8 музеїв. Серед них:
| Назва                                                             | Місцезнаходження                       | Короткий опис | Зображення |
| ----------------------------------------------------------------- | -------------------------------------- | --- | ---------- |
| Євпаторійський краєзнавчий музей                                  | вул. Дуванівська, 11/2                 | Музей відкритий у 1921 році. У фонді музею налічується понад 80 000 одиниць, серед них багаті колекції давньогрецьких і скіфських пам'яток нумізматики, зброї, багата історична експозиція про стародавню Керкінитиду. |            |
| Євпаторійський морський музей                                     | вул. Бартенева, 5                      | Підняті з дна Чорного моря фрагменти кораблів, глиняний посуд і предмети побуту, які представлені тут, належать до античної епохи. Значна частина експонатів охоплює період Кримської війни 1853—1856 років. Також збережено довоєнний архів Євпаторійського курортного управління, який став жертвою морської стихії, але зберігся настільки добре, що піддається вивченню.                                                       |            |
| Музей трудової слави Євпаторійського порту                        | пл. Моряків, 1                         | Відкритий у 1987 році |            |
| Музей бойової слави воїнів-інтернаціоналістів                     | вул. Демишева, 134                     | Відкритий у 1990 році |            |
| Євпаторійський музей аптеки                                       | вул. Караєва, 4, аптека №43            | Музей відкритий у 2004 році. Знаходиться у старовинному будинку по вулиці Караєва. Ця будівля була побудована в 1897 році фармацевтом Роффе на місці найстарішої аптеки Криму, заснованої в 1823 році і збереглася досі в незмінному вигляді. В експозиції музею-аптеки демонструється посуд, ручне обладнання та механізми, що застосовувалися при виготовленні лікарських форм, старовинні реклами та прейскуранти різних ліків. |            |
| Музей пошти                                                       | вул. Караєва (14-е відділення зв'язку) | Музей відкрився 24 лютого 2006 року. |            |
| Євпаторійський музей історії релігії та атеїзму                   | вул. Революції, 36                     | |            |
| Музей світової культури і прикладного мистецтва Євпаторії         | на території морпорту Євпаторії        | Відкрився в серпні 2007 року |            |
| Євпаторійський музей історії Кримської війни                      | вул. Революції, 61                     | Відкритий у 2012 році |            |
| Музей історії та етнографії кримських караїмів імені С. І. Кушуль | вул. Караїмська, 68                    | Відкритий 10 серпня 1996 році |            |